# 네줄무늬풀밭쥐
네줄무늬풀밭쥐(Rhabdomys pumilio)는 쥐과에 속하는 설치류의 일종이다. 아프리카 대륙 중부 이남 전역의 해발 최대 2,300m 지역에서 발견되며, 분포 지역이 북쪽으로 콩고민주공화국까지 이어진다. 자연 서식지는 사바나 지역과 관목 지대, 지중해성 관목 식생 지대, 뜨거운 사막 지역, 경작지, 시골 정원 지역, 도시 지역이다.